# Kanzler
Das Wort Kanzler (lateinisch cancellarius) bezeichnete im Mittelalter zunächst den Kanzleileiter einer Urkundenbehörde und wird seitdem auch für hohe politische Beamte im Staatswesen verwendet. In Deutschland und Österreich steht die Bezeichnung (auch) für den Regierungschef.

## Herzogtum Bayern
Im Herzogtum Bayern waren die Kanzler zunächst (insbesondere unter den Herzögen Albrecht V. und Wilhelm V.) mit der Behauptung des Katholizismus gegenüber dem Protestantismus betraut. Sie verhalfen dem Herzogtum Bayern zu einer politischen Vormachtstellung im Heiligen Römischen Reich. Bayerische Kanzler waren beispielsweise der vorherige Kanzler Bayern-Münchens Johann Neuhauser oder auch Simon Eck, Christoph Elsenheimer und Augustin Lösch.

## Heiliges Römisches Reich und Deutscher Bund
Seit Ludwig dem Deutschen stand an der Spitze der königlichen Hofkapelle der Erzkaplan, der wegen der Kanzleifunktion der Hofkapelle bald Erzkanzler genannt wurde. Ab 870 bekleidete dieses Amt der Erzbischof von Mainz. Durch Otto I. wurde der Kanzler erstmals kaiserlich bestätigt. Das Amt des Erzkanzlers gehörte zu den Erzämtern des Heiligen Römischen Reiches und wurde bis 1806 vom Kurfürsten von Mainz als Erzkanzler für Deutschland ausgeübt. Entsprechend übernahmen die Kurfürsten von Köln und Trier die Kanzler-Ämter für die mit dem Reich verbundenen Königreiche Italien (Lombardei) beziehungsweise Burgund.
Der Kanzler musste stets mit seinem Herrn mitziehen. Dies änderte sich in der zweiten Hälfte des 14. Jahrhunderts, als die Kanzlei, verknüpft mit dem Archiv, einen diebstahl- und feuergeschützten Raum bekam. 1423 wurde die Stelle des Kanzlers mit Oswald Tuchenhauser erstmals mit einer weltlichen Person besetzt, was in Zukunft auch so beibehalten wurde.
Faktischer Leiter der Reichskanzlei war der Reichsvizekanzler, der vom Erzkanzler mit Zustimmung des Kaisers ernannt wurde. 1620 wurde die österreichische Abteilung der Reichskanzlei als Österreichische Hofkanzlei herausgelöst, welcher der Österreichische Hofkanzler vorstand. In Folge wurden immer mehr Agenden, auch die Außenpolitik und Diplomatie des Reichs betreffend, in der Österreichischen Hofkanzlei angesiedelt, der Einfluss der Reichskanzlei wurde Schritt für Schritt zurückgedrängt und sie bearbeitete nur mehr innere Angelegenheiten des sogenannten engeren Reichs (ohne die habsburgischen Erbländer). Die Österreichische Hofkanzlei entwickelte sich zum Kern der österreichischen Staatlichkeit und des kaiserlichen Behördenwesens, sie blieb dem Einfluss der Reichsstände und der Stände der österreichischen Länder völlig entzogen. Ein bekannter Hofkanzler war zum Beispiel Wenzel Anton Kaunitz.
Auch nach dem Ende des Heiligen Römischen Reichs wurde in den größten Staaten des Deutschen Bundes, dem Kaisertum Österreich und dem Königreich Preußen, der Kanzlertitel geführt. So fungierte in Österreich der Fürst Metternich im 19. Jahrhundert lange als „Staatskanzler“, der Graf Beust 1868–1871 sogar als „Reichskanzler“. In Preußen amtierte ähnlich um 1820 Fürst Hardenberg als „Preußischer Staatskanzler“.

## Deutschland

### Kanzler in Preußen
Kanzler in Preußen war zuletzt der Titel des Präsidenten des Oberlandesgerichtes Königsberg.

### Monarchischer Bundesstaat 1867–1918
Bei der Gründung des Norddeutschen Bundes legte der preußische Ministerpräsident Otto von Bismarck Ende 1866 den verbündeten Regierungen einen Verfassungsentwurf vor. Dieser Entwurf sah einen Bundeskanzler vor, der vom Präsidium des Bundes (dem preußischen König) zu ernennen war. Der Bundeskanzler war ein Beamter, der die Beschlüsse des Bundesrats ausführen sollte, der Vertretung der Gliedstaaten. Der Bundeskanzler hätte gewissermaßen dem Präsidialgesandten im Bundestag des Deutschen Bundes entsprochen.
Diese Konstellation hätte aber den Bundesrat de facto zur Regierung des neuen Bundesstaats gemacht. Für das Parlament, den Reichstag, wäre eine solche Regierung kaum angreifbar gewesen. Darum setzte der Konstituierende Reichstag die sogenannte Lex Bennigsen durch: Dadurch wurde der Bundeskanzler der Sache nach ein politisch verantwortlicher Minister. Bismarck fand sich damit ab, entschied sich aber entgegen seiner ursprünglichen Absicht, selbst Bundeskanzler zu werden. In der neuen Verfassung vom 1. Januar 1871, die den Bundesstaat in „Deutsches Reich“ umbenannte, blieb der Titel Bundeskanzler, erst in der Verfassung vom 4. Mai desselben Jahres wurde er zum „Reichskanzler“.
Mit dem Stellvertretungsgesetz von 1878 entstand eine Funktion, die inoffiziell „Vizekanzler“ genannt wurde. Das Gesetz wertete die Staatssekretäre auf, aber weiterhin war der Reichskanzler der einzige Minister. Den Staatssekretären, den Leitern der obersten Reichsbehörden, konnte er Weisungen erteilen. In der Praxis näherte sich die Zusammenarbeit in der Reichsleitung allerdings einer Kollegialregierung an.

### Novemberrevolution und Weimarer Republik 1918–1933
Zu Beginn der Novemberrevolution 1918 war der Rat der Volksbeauftragten das oberste Organ im politischen System. Der Rat hatte zwei gleichberechtigte Vorsitzende. Allerdings war die Stellung des einen bedeutender als die des anderen: Friedrich Ebert hatte von seinem kaiserlichen Vorgänger das Amt des Reichskanzlers „übertragen“ bekommen. Das war verfassungswidrig, erhöhte aber Eberts Ansehen und damit seine Stellung.
Mit dem Gesetz über die vorläufige Reichsgewalt vom 10. Februar 1919 hatte das Land wieder eine unzweifelhaft legitime Regierung. Der Vorsitzende der im Gesetz erwähnten Reichsminister, Philipp Scheidemann amtierte als Reichsministerpräsident. Mit der Weimarer Reichsverfassung vom August 1919 lautete die Bezeichnung wieder Reichskanzler.
In beiden Verfassungsordnungen ernannte der Reichspräsident den Reichskanzler und die Reichsminister. Der Reichskanzler hatte eine hervorgehobene Position, da er die Reichsminister dem Reichspräsidenten vorschlug (der Reichspräsident konnte niemanden ernennen, der nicht vorgeschlagen wurde). Außerdem bestimmte der Reichskanzler die Richtlinien der Politik (Art. 56). Der Reichstag durfte allerdings den Regierungsmitgliedern das Vertrauen entziehen und damit zum Rücktritt zwingen.
Nach Hitlers Machtergreifung 1933 verlor die Regierung als solche bald an Bedeutung und tagte nur noch selten. Nach dem Tod des Reichspräsidenten 1934 bestand das Amt formal weiter; statt eine Wahl abzuhalten, vereinte Hitler die Funktionen des Reichspräsidentenamtes mit seiner Reichskanzlerschaft und gab sich den Titel „Führer und Reichskanzler“.

### Bundesrepublik Deutschland
Der Regierungschef der 1949 gegründeten Bundesrepublik Deutschland hat den traditionellen Titel Bundeskanzler erhalten. Er wird als einziges Regierungsmitglied vom Bundestag gewählt; zusammen mit den Bundesministern bildet er die Bundesregierung.
In den deutschen Ländern heißen die Regierungschefs Ministerpräsident, Regierender Bürgermeister (Berlin), Erster Bürgermeister (Hamburg) bzw. Präsident des Senats und Bürgermeister (Bremen). Allerdings heißen die (den Ministerpräsidenten beigeordneten) obersten Landesbehörden Staatskanzlei oder Senatskanzlei. Der Leiter der Staats- bzw. Senatskanzlei führt die Bezeichnung Chef der Staatskanzlei bzw. Chef der Senatskanzlei (jeweils CdS abgekürzt). In Baden-Württemberg dagegen ist die Behörde des Ministerpräsidenten das Staatsministerium.

### Auswärtiger Dienst
In allen diplomatischen und konsularischen Vertretungen des Deutschen Reichs und der Bundesrepublik Deutschland ist der Kanzler zuständig für die Verwaltungsfragen der Vertretung. In den Deutschen Kolonien stand der Kanzler dem Gouverneur zur Vertretung und Rechtspflege bei.

## Großbritannien
Der britische Finanzminister wird im deutschen Sprachraum auch als Schatzkanzler (englisch Chancellor of the Exchequer) bezeichnet. Der britische Justizminister trägt den Titel Lordkanzler (Lord Chancellor), er war, bis zu seiner Ablösung durch den Lord Speaker, auch Präsident des House of Lords.

## Lateinamerika
In manchen lateinamerikanischen Ländern, zum Beispiel Argentinien, Brasilien, Chile, Kolumbien, Panama, Peru und Venezuela, wird der Außenminister canciller (auf Spanisch) oder chanceler (auf Portugiesisch), also Kanzler genannt.

## Österreich
Bereits 1526/27 wurde von Ferdinand I. die Österreichische Hofkanzlei gegründet, jedoch 1559 mit der Reichskanzlei des Heiligen Römischen Reichs vereinigt. 1620 erneut als selbständige Behörde etabliert, entwickelte sie sich wie oben beschrieben zum Kern der österreichischen Staatlichkeit.
Von 1920 bis 1938 und erneut ab 1945 trägt der Regierungschef der Republik Österreich den Titel Bundeskanzler. Von 1918 bis 1920 sowie von Mai bis Dezember 1945 war die Bezeichnung Staatskanzler.

## Russland
Kanzler (russisch Канцлер Российской империи / Kanzler des Russischen Reiches) war bis 1917 ein Spitzenrang im Kaiserlichen Russland, der gemäß Rangtabelle der Rangklasse K1 entsprach.

## Schweiz
Der Bundeskanzler bekleidet in der Schweiz das Amt des Leiters der Bundeskanzlei, nicht aber des Regierungschefs. Die Bundeskanzlei ist die Stabsstelle des Bundesrates, der Schweizer Bundesregierung.

## Süd- und westeuropäische Länder
In den Botschaften oder Konsulaten Portugals, Spaniens, Italiens und auch Frankreichs ist der canciller bzw. chancelier ein Beamter, der sich mit bestimmten Aufgaben des auswärtigen Dienstes befasst.